# Тахер, Йозеф
Йо́зеф Теоли́фус Та́хер (англ. Yoseph Theolifus Taher; род. 26 марта 1999, Сампит, Округ Восточный Котаварингин, Центральный Калимантан) — индонезийский шахматист, международный мастер (2018). Бронзовый призёр 24-часового Offerspill Relief Arena на lichess.org с участием 18 728 игроков.
В составе сборной Индонезии — участник олимпиады 2016 (+6-2=3) и олимпиады 2022 (+3-2=3) на 3-й доске.
Научился играть в шахматы в 10 лет. В 2010 году выиграл студенческую олимпиаду в Джакарте, в 2014 году стал серебряным призёром студенческой олимпиады мира. Тахер занимался самостоятельно по книге Александра Котова "Играй как гроссмейстер, родители также поддерживали его. В конце 2019 года уехал учиться в Индию.